# Makrokylindrus bacescui
Makrokylindrus bacescui är en kräftdjursart som beskrevs av Brum 1971. Makrokylindrus bacescui ingår i släktet Makrokylindrus och familjen Diastylidae. Inga underarter finns listade i Catalogue of Life.